# التصنيف الدولي لبراءات الاختراع
التصنيف الدولي لبراءات الاختراع (IPC)، هو نظام تصنيف هرمي لبراءات الإختراع يستخدم في أكثر من 100 دولة لتصنيف محتوى البراءات بطريقة موحدة. تم إنشاؤه بموجب اتفاقية ستراسبورغ (1971)، وهي واحدة من عدد من المعاهدات التي تديرها المنظمة العالمية للملكية الفكرية (WIPO). يتم تحديث التصنيف على أساس منتظم من قبل لجنة خبراء تتألف من ممثلين من الدول المتعاقدة في ذلك الاتفاق مع مراقبين من منظمات أخرى مثل المكتب الأوربي للبراءات.

## تصنيف
يُخصص لكل من منشورات البراءات من جميع الدول المتعاقدة (و أيضاً معظم الدول الأخرى) على الأقل رمز تصنيفي واحد يشير إلى الموضوع الذي يتعلق بهالاختراع ويمكن أيضًا تعيين رموز تصنيفية ورموز فهرسة إضافية لإعطاء مزيد من التفاصيل عن المحتويات.
جميع الرموز التصنيفية تكون من الشكل (A01B 1/00) الذي يمثل «أدوات يدوية». الحرف الأول منها يمثل «القسم» المكون من حرف من A «الضرورات البشرية» إلى H «الكهرباء»، إلى جانب رقم مكون من رقمين، وهو الذي يمثل «الفئة»، تمثل الفئة A01 (الزراعة، والغابات، وتربية الحيوانات وصيدها، وصيد الأسماك). يشكل الحرف الأخير «الفئة الفرعية»، تمثل الفئة الفرعية A01B (التربة العاملة في الزراعة أو الغابات، الأجزاء أو التفاصيل أو ملحقات الآلات أو الأدوات الزراعية بشكل عام). يتبع الفئة الفرعية رقم «مجموعة» مكون من واحد إلى ثلاثة أرقام وخط مائل وعدد من رقمين على الأقل يمثلان «المجموعة الرئيسية» أو «المجموعة الفرعية». يقوم فاحص البراءات بتعيين رموز التصنيف لطلب البراءة أو أي مستند آخر وفقًا لقواعد التصنيف، وبشكل عام على المستوى الأكثر تفصيلاً والذي ينطبق على محتواه.
أ: ضرورات الإنسان
ب: تنفيذ العمليات والنقل
ج: الكيمياء والمعادن
د: المنسوجات والورق
هـ: الانشاءات الثابتة
و: الهندسة الميكانيكية والإضاءة والتدفئة والأسلحة
ز: الفيزياء
ح: الكهرباء

## تاريخ
أصل التصنيف الدولي لبراءات الإختراع هو «التصنيف الدولي» الذي تم إنشاؤه بموجب الاتفاقية الأوروبية. أصبحت الطبعة الأولى من التصنيف الدوليسارية المفعول في 1 سبتمبر 1968.  كان يتألف من ثمانية أقسام، و 103 فئة، و 594 فئة فرعية، مقارنة بالطبعة الثامنة من التصنيف الدولي للبراءات والتيتتكون من ثمانية أقسام، و 129 فئة، و 639 فئة فرعية، و 7314 مجموعة رئيسية، و 61397 مجموعة فرعية.
في عام 1967، بدأ BIRPI ، سلف المنظمة العالمية للملكية الفكرية، ومجلس أوروبا مفاوضات تهدف إلى «عولمة» التصنيف الدولي. حملت جهودهم اتفاقية ستراسبورغ في عام 1971.
بالنسبة للسبع طبعات الأولى من التصنيف الدولي لبراءات الاختراع، يتم تحديث التصنيف كل خمس سنوات تقريبًا. مع الإصدار الثامن، الذي دخل حيز التنفيذ في 1 يناير 2006، تم تعديل النظام وتم تقسيم التصنيف إلى مستويين «أساسي» و «متقدم». كان من المقرر تحديث المستوى الأساسي على أساس ثلاث سنوات.المستوى المتقدم قدم تصنيفًا أكثر تفصيلاً وتم تحديثه بشكل متكرر (ربما كل ثلاثة أشهر).
تم تصميم الإصدار الثامن من تصنيف البراءات الدولي للسماح لمكاتب البراءات بالاختيار بين تصنيف أبسط في التنفيذ ولكن أكثر عمومية باستخدام التصنيفات الأساسية، أو تصنيف أكثر تفصيلاً ولكن أكثر تعقيدًا للحفاظ على تصنيف متقدم.
تم عكس هذا التقسيم إلى المستويات الأساسية والمتقدمة مع إصدار 2011 من IPC ، IPC2011.01. يخضع التصنيف الدولي للبراءات لمراجعة مستمرة، مع الإصدارات الجديدة التي تدخل حيز التنفيذ في 1 يناير من كل عام. الإصدار الحالي هو IPC2021.01

## روابط خارجية
- التصنيف الدولي للبراءات (IPC) في المنظمة العالمية للملكية الفكرية (الويبو)